# Neanotis sahyadrica
Neanotis sahyadrica är en måreväxtart som beskrevs av Billore och S.K.Mudaliar. Neanotis sahyadrica ingår i släktet Neanotis och familjen måreväxter. Inga underarter finns listade i Catalogue of Life.